# República Popular de Lugansk (Rusia)
La república Popular de Lugansk (en ruso: Луганская Народная Республика, Lugánskaya Naródnaya Respúblika), es una república administrada de facto como una república de Rusia y establecida unilateralemente en el óblast ucraniano de Lugansk. Antes de su anexión por Rusia, el territorio estaba parcialmente administrado por la República Popular de Lugansk, antiguo Estado independiente sin reconocimiento internacional que existió entre 2014 y 2022, y el resto por Ucrania. Su capital es la ciudad de Lugansk.

## Historia
El 8 de abril de 2014, tras la anexión de Crimea por Rusia, los separatistas prorrusos que ocupaban el edificio administrativo del óblast de Lugansk planearon declarar la independencia de la región como la República Parlamentaria de Lugansk, después de que otros separatistas prorrusos declararan la República Popular de Donetsk el 7 de abril. 2014. Cuando la República Parlamentaria de Lugansk dejó de existir, los separatistas declararon la República Popular de Lugansk el 27 de abril de 2014. Se celebró un referéndum sobre la separación de Ucrania el 11 de mayo de 2014. La legitimidad de los referéndums no fue reconocida por ningún gobierno. Ucrania no reconoció el referéndum, mientras que la UE y EE. UU. afirmaron que los referéndums eran ilegales y fraudulentos. Más tarde comenzó la guerra en Dombás.
Como resultado de la Guerra en Dombás, los insurgentes de Lugansk controlaron un tercio del óblast de Ucrania, incluida la ciudad de Lugansk, la ciudad más poblada de la región. Debido a esto, la mayoría de las funciones gubernamentales del oblast controlado por Ucrania se trasladaron a Severodonetsk.
Durante la invasión rusa de Ucrania en 2022, las fuerzas terrestres rusas cruzaron la frontera rusa el 22 de febrero de 2022.
Durante la batalla de Dombás, las tropas rusas capturaron las ciudades de Severodonetsk y Lisichansk en mayo y junio de 2022. A partir del 3 de julio de 2022, toda la región estaba bajo el control de la Federación Rusa.
Del 23 al 27 de septiembre de 2022, se llevó a cabo un referéndum sobre la adhesión a la Federación Rusa. La República Popular de Lugansk votó para unirse de Rusia, con el 94 % de los votos a favor según la Junta Electoral rusa. La Asamblea General de las Naciones Unidas aprobó una resolución llamando a los países a no reconocer la adhesión de Rusia.
El 30 de septiembre de 2022, la zona se adhiere a la Federación de Rusia, a través de una ceremonia oficial. Nacía la República Popular de Lugansk, sujeto federal de Rusia.

## Geografía
La república de Popular de Lugansk está ubicada en la parte norte del Dombás. Limita al norte con el óblast de Bélgorod y el de óblast de Vorónezh, al sur con la república Popular de Donetsk, al este con el óblast de Rostov, y al oeste con el óblast ucraniano de Járkov. En marzo de 2023, la administración rusa controla la mayor parte del territorio del óblast de Lugansk, con la excepción de los territorios aledaños a Síversk y Bilohorivka.

### Distrito federal
Con la incorporación de Lugansk, así como Donetsk, Jersón y Zaporiyia a la Federación de Rusia tras los referéndums de anexión puestos en duda por la comunidad internacional, se esperaba que los antiguos territorios ucranianos se incorporasen al Distrito federal del Sur, como ya lo hicieron Crimea y la ciudad federal de Sebastopol, también ocupadas y administradas por Rusia.
Sin embargo, en un comunicado a finales de septiembre de 2022, tras registrar los nuevos sujetos federales rusos, Yevgueni Balitski, jefe de la Administración Militar y Civil de Zaporiyia hasta entonces y líder del nuevo Óblast de Zaporoye, informó que Rusia estaba trabajando en crear un nuevo distrito federal que agrupase los cuatro territorios ucranianos incorporados en septiembre de 2022.
Hasta la fecha, ninguno de los cuatro territorios ucranianos anexionados en septiembre de 2022 han sido encuadrados en ningún distrito federal.

### División administrativa
La división administrativa de Lugansk responde a la división del óblast ucraniano de Lugansk hasta 2020:
- Raión de Alchevsk
- Raión de Dovzhansk
- Raión de Lugansk
- Raión de Rovenki
- Raión de Svátove
- Raión de Severodonetsk
- Raión de Starobilsk
- Raión de Shchastia

### Zona horaria
Lugansk se encuentra en la zona horaria de Moscú (MSK/MSD). UTC +0300 (MSK).

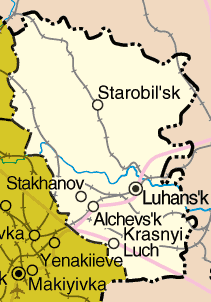
Mapa de Lugansk